# Station Wesel-Feldmark
Station Wesel-Feldmark is een station in de wijk Feldmark in de Duitse stad Wesel aan de spoorlijn Oberhausen - Emmerich. Er stoppen treinen van de volgende lijnen:
| Serie       | Treinsoort              | Route | Bijzonderheden       |
| ----------- | ----------------------- | --- | -------------------- |
| 20000 RE 19 | Regional-Express (VIAS) | Arnhem Centraal – Zevenaar – Emmerich-Elten – Emmerich – Wesel-Feldmark – Wesel – Oberhausen Hbf – Duisburg Hbf – Düsseldorf Flughafen – Düsseldorf Hbf | Rhein-IJssel-Express |

-0,1: Oberhausen Hbf ·
4,2: Oberhausen-Sterkrade ·
7,7: Oberhausen-Holten ·
13,9: Dinslaken ·
18,8: Voerde (Niederrhein) ·
23,3: Friedrichsfeld (Niederrhein) ·
26,7: Wesel ·
29,3: Wesel-Feldmark ·
31,0: Kanonenberge ·
34,4: Diersfordt ··
39,1: Mehrhoog ·
44,8: Haldern (Rheinl) ·
48,7: Empel-Rees ·
50,4: Millingen (b Rees) ·
54,6: Praest ·
60,8: Emmerich ·
69,6: Elten